# Comuna Aluniș, Cluj
Aluniș (în maghiară Kecsed) este o comună în județul Cluj, Transilvania, România, formată din satele Aluniș (reședința), Corneni, Ghirolt, Pruneni și Vale. Se află la vest de orașul Gherla, alcătuită din cinci sate.

## Date geografice
Comuna Aluniș este situată în zona Dealurilor Dejului, pe râul Valea Mărului, la 46 km de municipiul Cluj-Napoca și 22 km de municipiul Dej.
Se desfășoară pe o suprafață de 56,53 km2, având o populație de 1.403 de locuitori în anul 2002.
Comuna este compusă din satul reședință de comună Aluniș și satele Corneni, Ghirolt, Pruneni, Vale. Distribuția populației în satele componente era următoarea (2002):
- Corneni: 174 locuitori
- Ghirolt: 463 locuitori
- Pruneni: 47 locuitori
- Vale: 168 locuitori

## Demografie
Componența etnică a comunei Aluniș
     Români (89,98%)
     Alte etnii (0%)
     Necunoscută (10,02%)
Componența confesională a comunei Aluniș
     Ortodocși (80,55%)
     Penticostali (4,72%)
     Baptiști (3,73%)
     Alte religii (0,59%)
     Necunoscută (10,41%)
Conform recensământului efectuat în 2021, populația comunei Aluniș se ridică la 1.018 locuitori, în scădere față de recensământul anterior din 2011, când fuseseră înregistrați 1.223 de locuitori. Majoritatea locuitorilor sunt români (89,98%), iar pentru 10,02% nu se cunoaște apartenența etnică. Din punct de vedere confesional, majoritatea locuitorilor sunt ortodocși (80,55%), cu minorități de penticostali (4,72%) și baptiști (3,73%), iar pentru 10,41% nu se cunoaște apartenența confesională.

## Politică și administrație
Comuna Aluniș este administrată de un primar și un consiliu local compus din 9 consilieri. Primarul, Mihai Sav[*], de la Partidul Național Liberal, este în funcție din 2004. Începând cu alegerile locale din 2024, consiliul local are următoarea componență pe partide politice:
|  | Partid                          | Consilieri | Componența Consiliului | Componența Consiliului | Componența Consiliului | Componența Consiliului | Componența Consiliului |
|  | ------------------------------- | ---------- | ---------------------- | ---------------------- | ---------------------- | ---------------------- | ---------------------- |
|  | Partidul Național Liberal       | 5          |                        |                        |                        |                        |                        |
|  | Alianța pentru Unirea Românilor | 2          |                        |                        |                        |                        |                        |
|  | Partidul Social Democrat        | 2          |                        |                        |                        |                        |                        |

### Evoluție istorică
Populația comunei a evoluat de-a lungul timpului astfel:
Aluniș - evoluția demografică

|  | Graficele sunt indisponibile din cauza unor probleme tehnice. Mai multe informații se găsesc la Phabricator și la wiki-ul MediaWiki. |

Date: Recensăminte sau birourile de statistică - grafică realizată de Wikipedia

## Istoric
Prima menționare documentară a satului Aluniș este din 1279.

## Lăcașuri de cult
- Biserica Reformată-Calvină, din secolul XV (monument istoric).
- Biserica de lemn „Înălțarea Sfintei Cruci” din Pruneni (secolul al XVIII-lea).

## Vezi și
- Conacul Schilling de la Corneni
- Biserica de lemn din Pruneni
- Biserica de lemn din Vale
- Biserica reformată din Aluniș
- Biserica reformată din Ghirolt, Cluj

## Imagini

Comuna Aluniș și satele componente
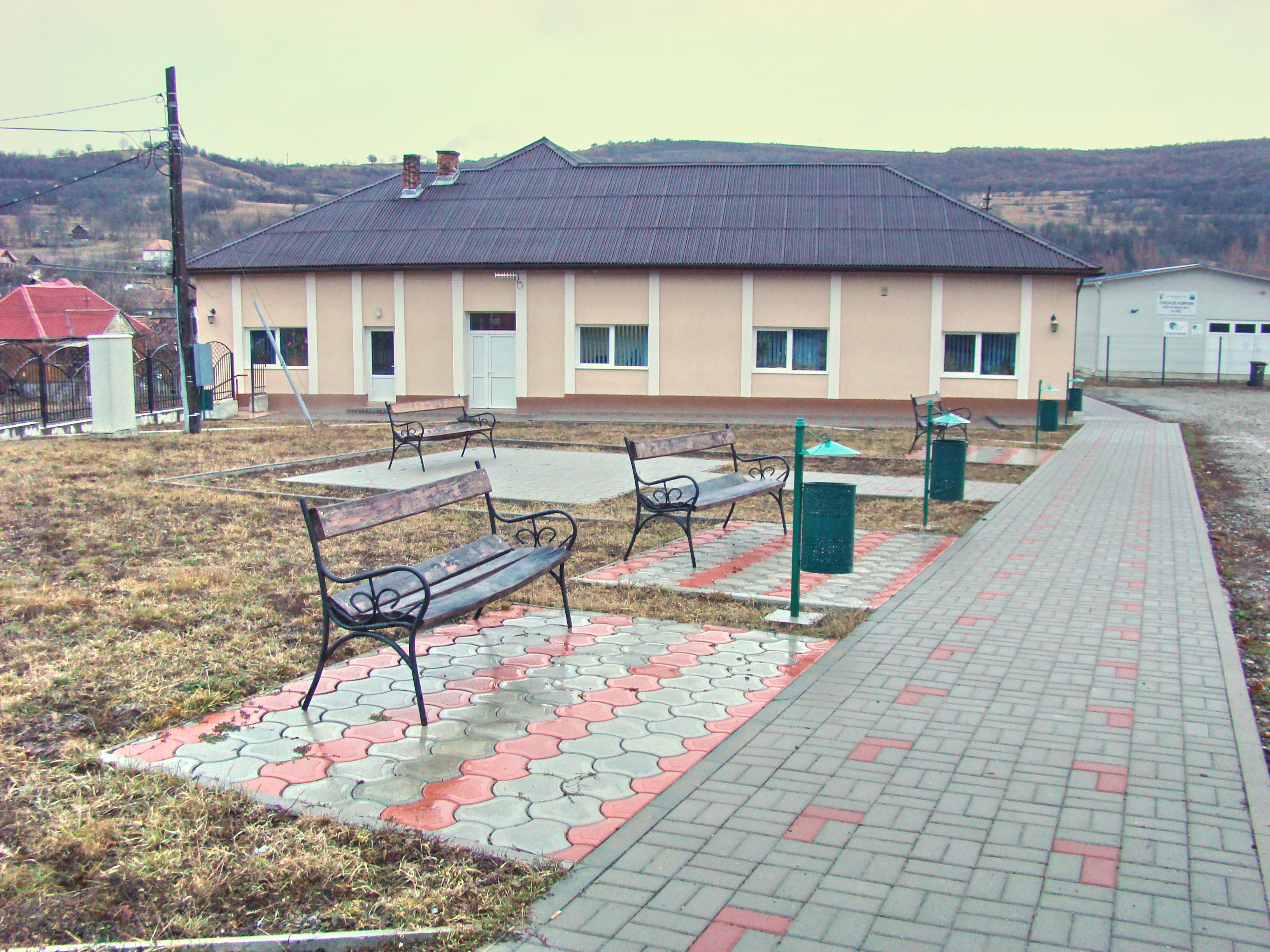
Primăria comunei Aluniș
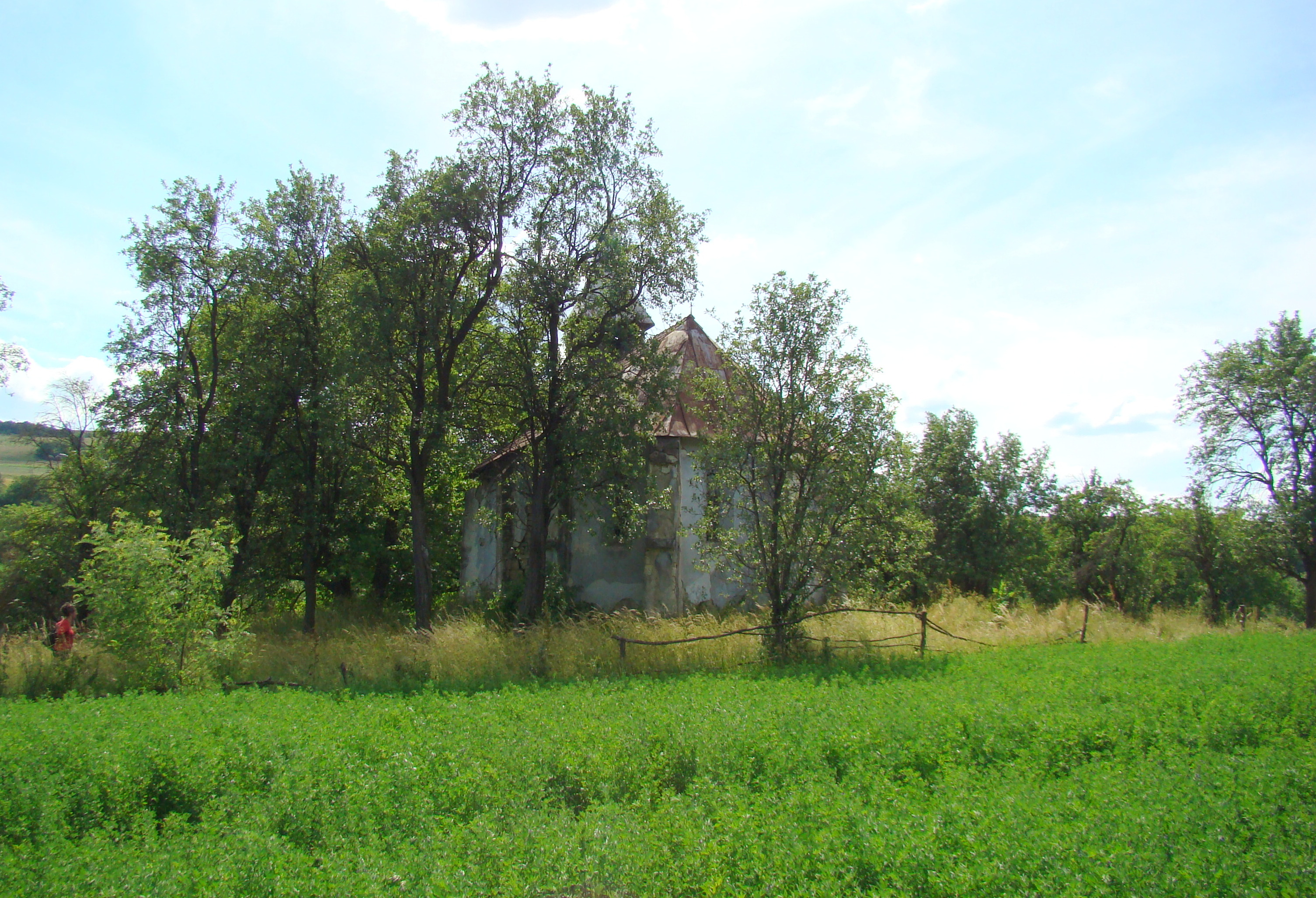
Biserica reformată (monument istoric)
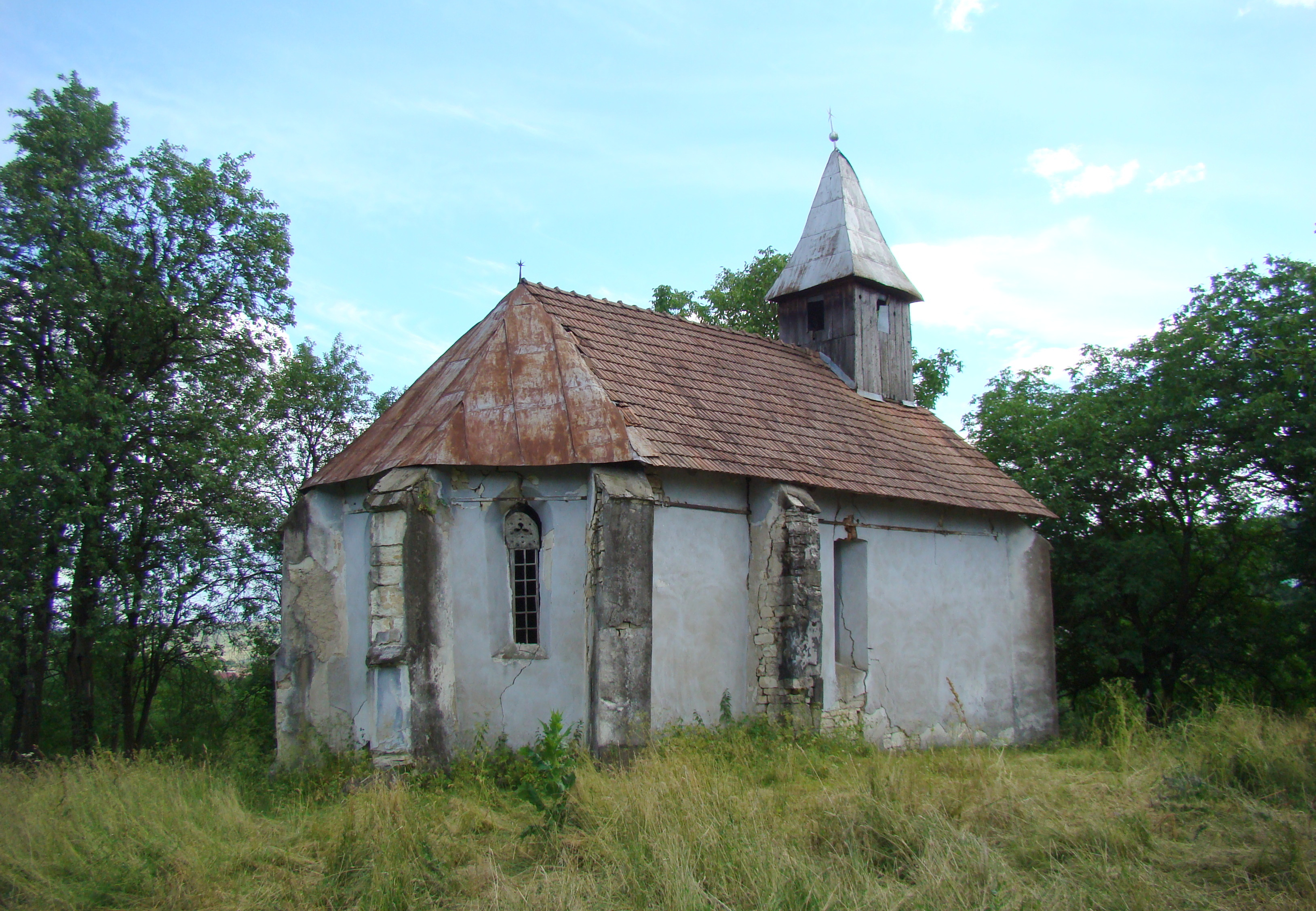
Biserica reformată (monument istoric)
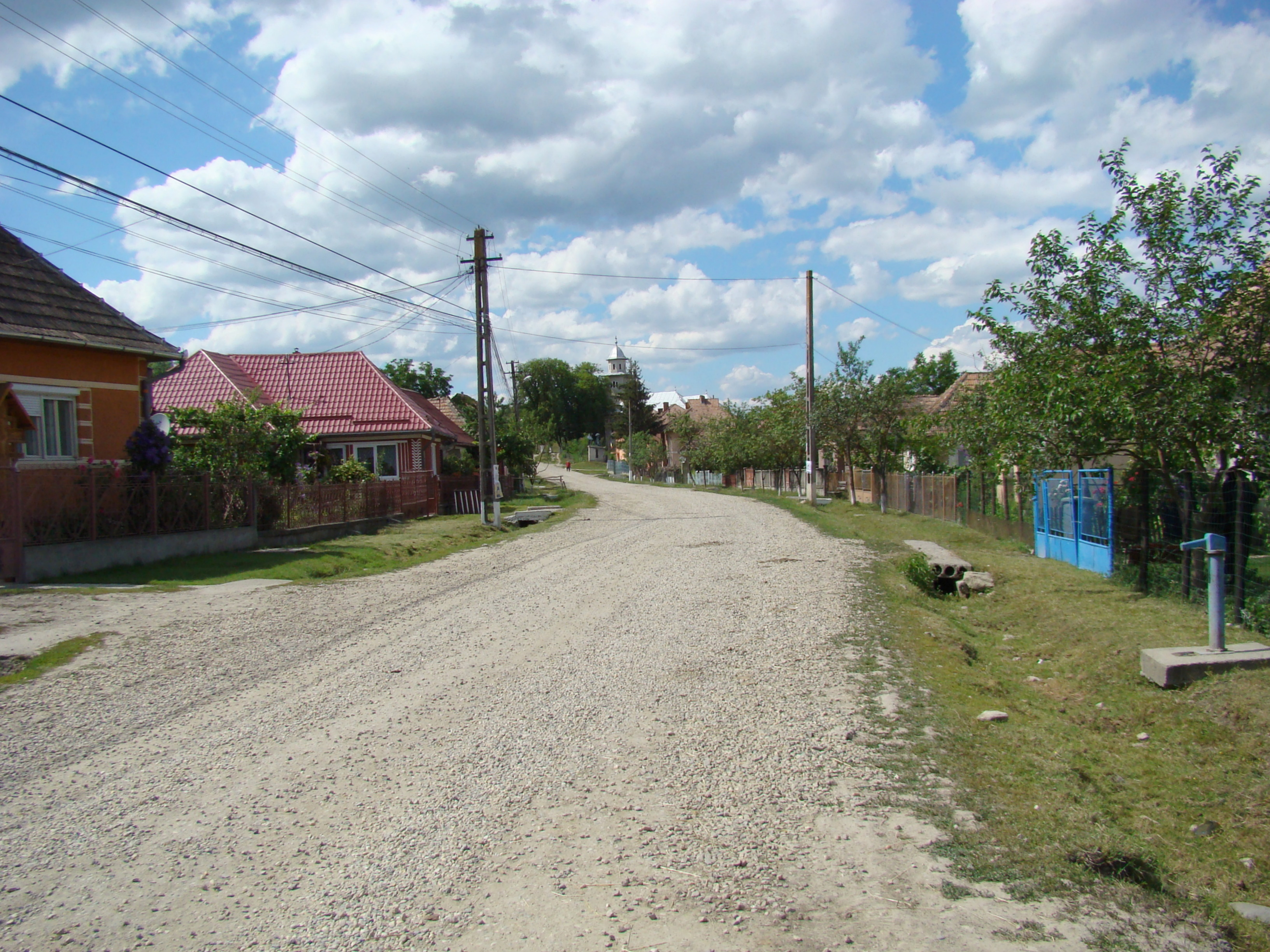
Aluniș, județul Cluj
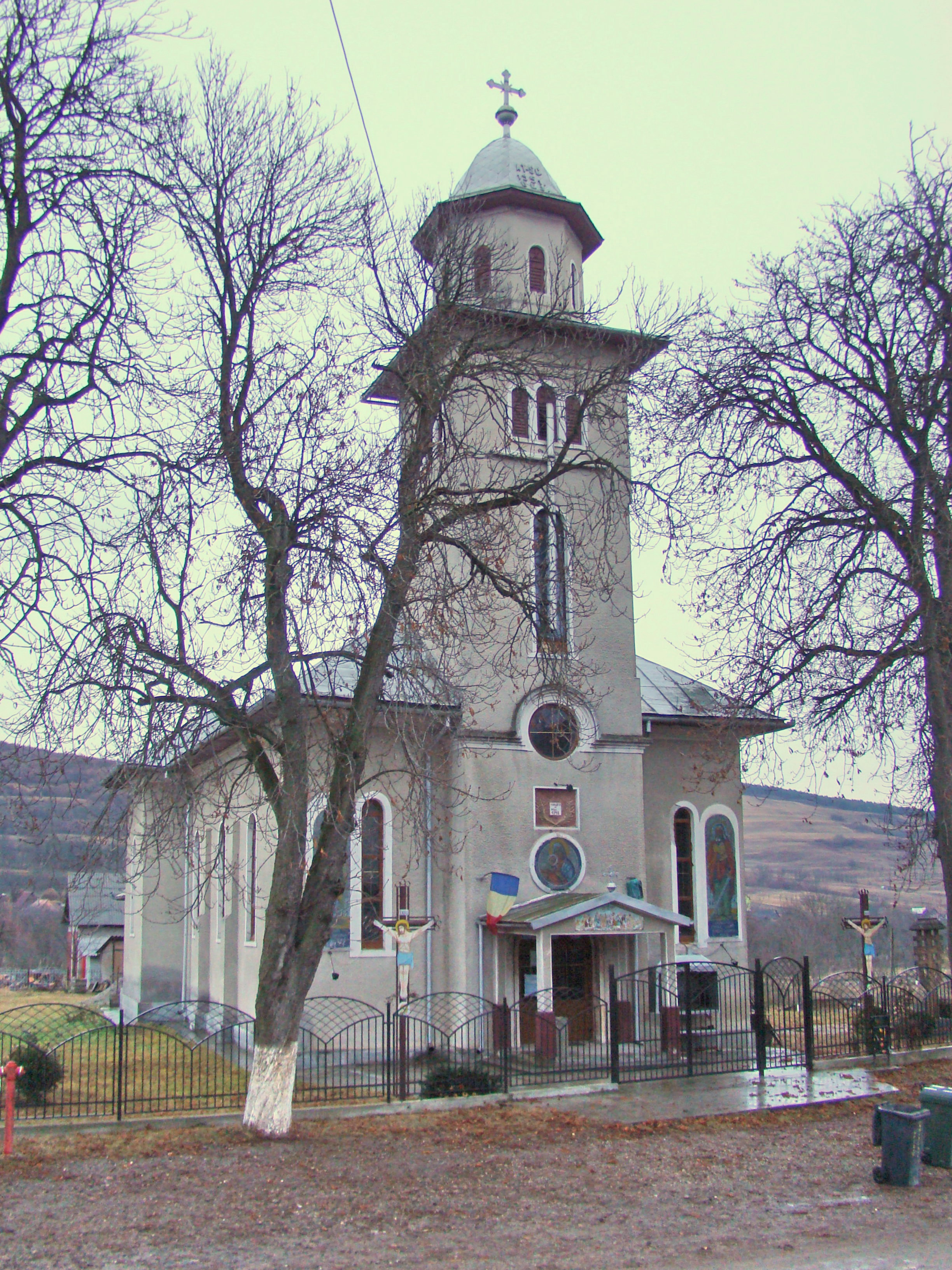
Biserica ortodoxă (1948)
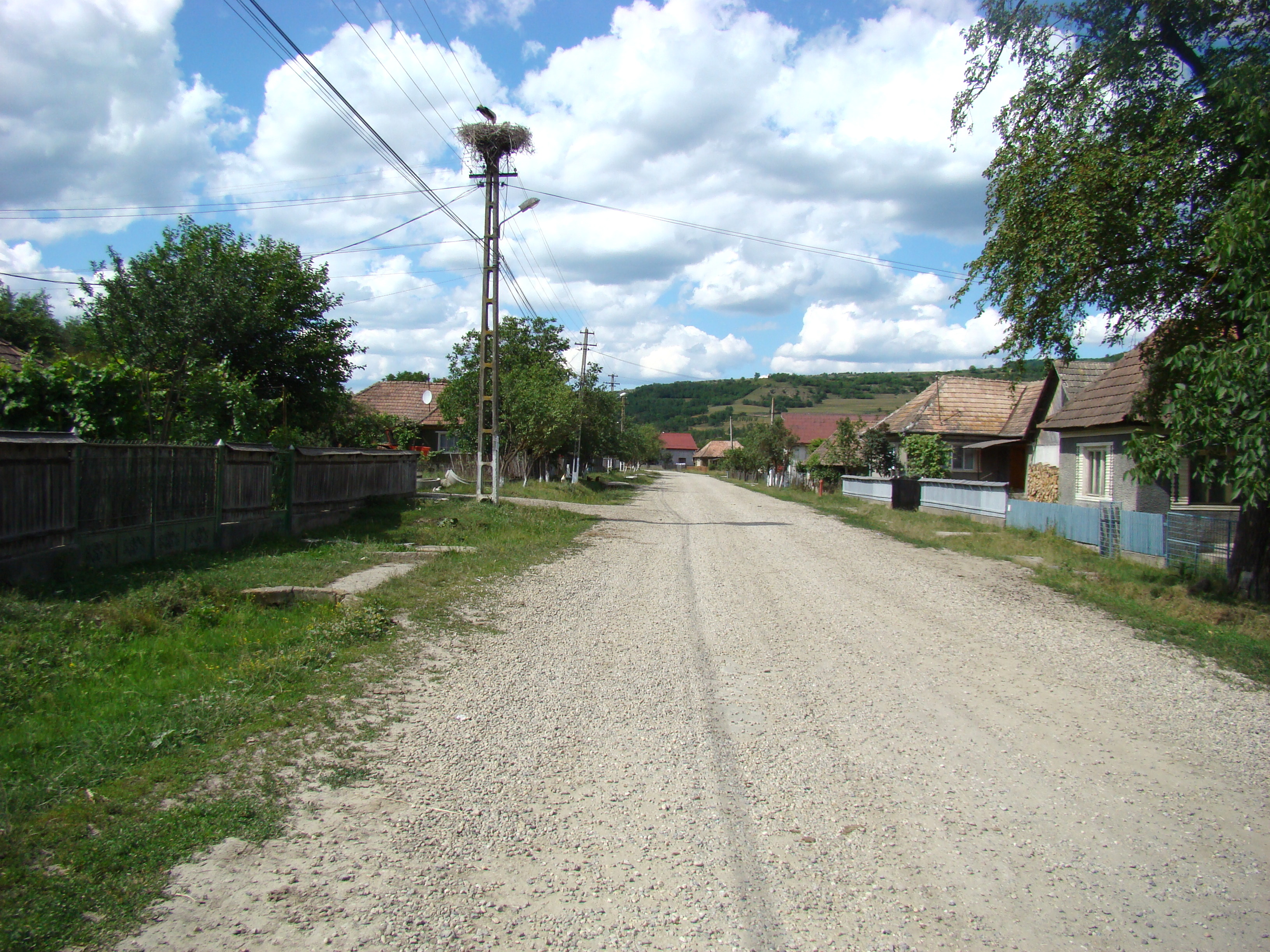
Aluniș, județul Cluj
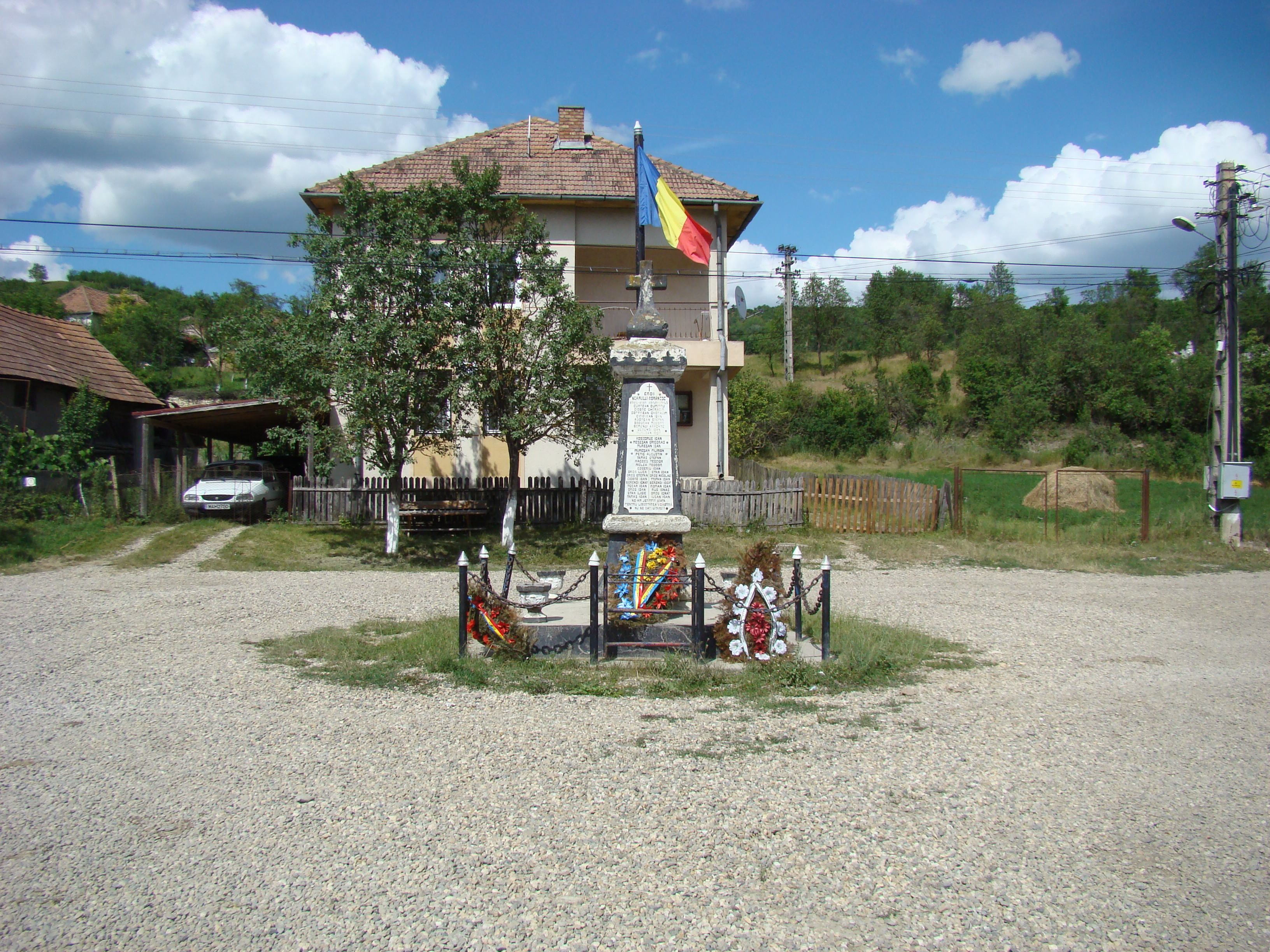
Monumentul Eroilor
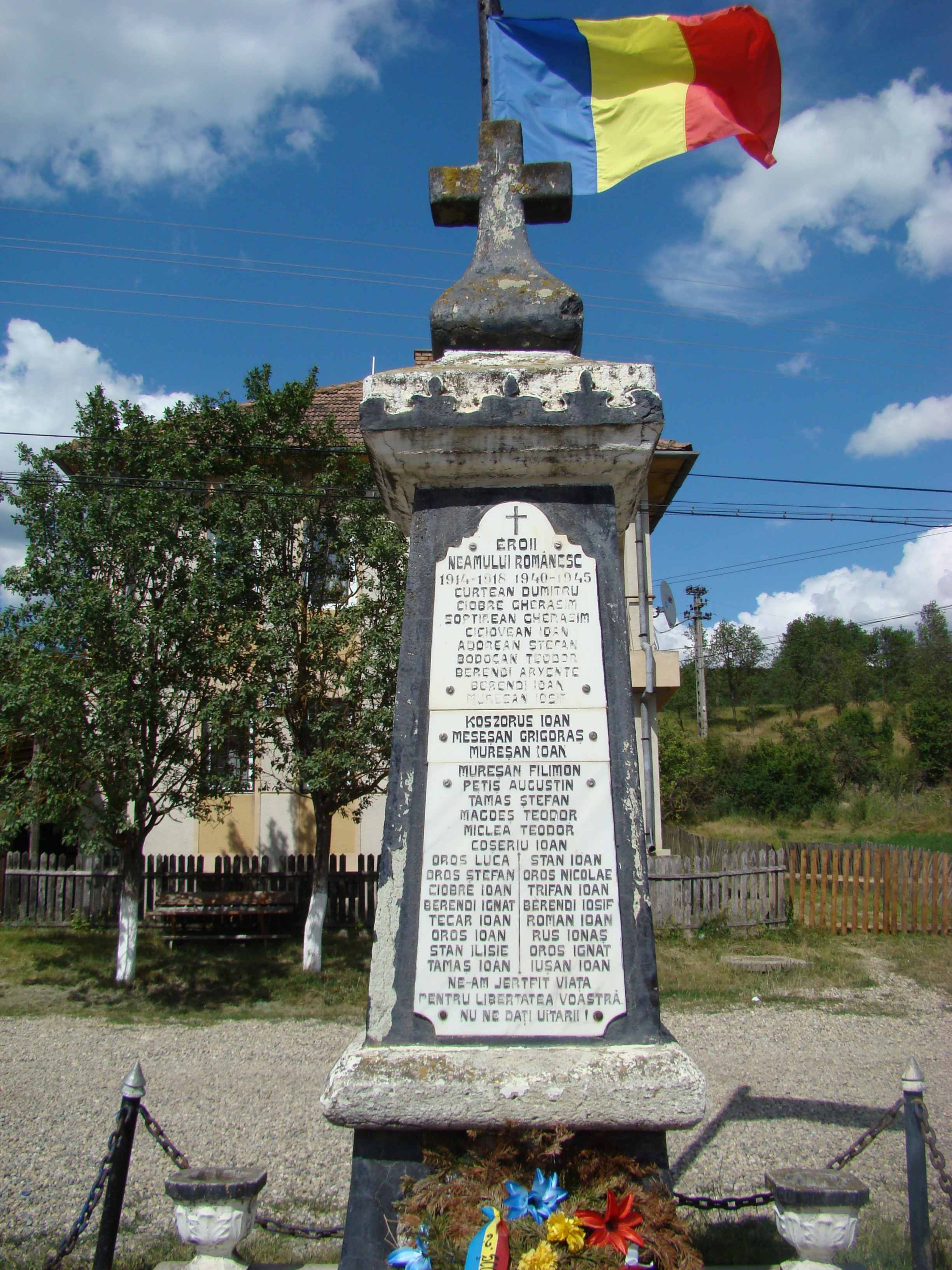
Monumentul Eroilor
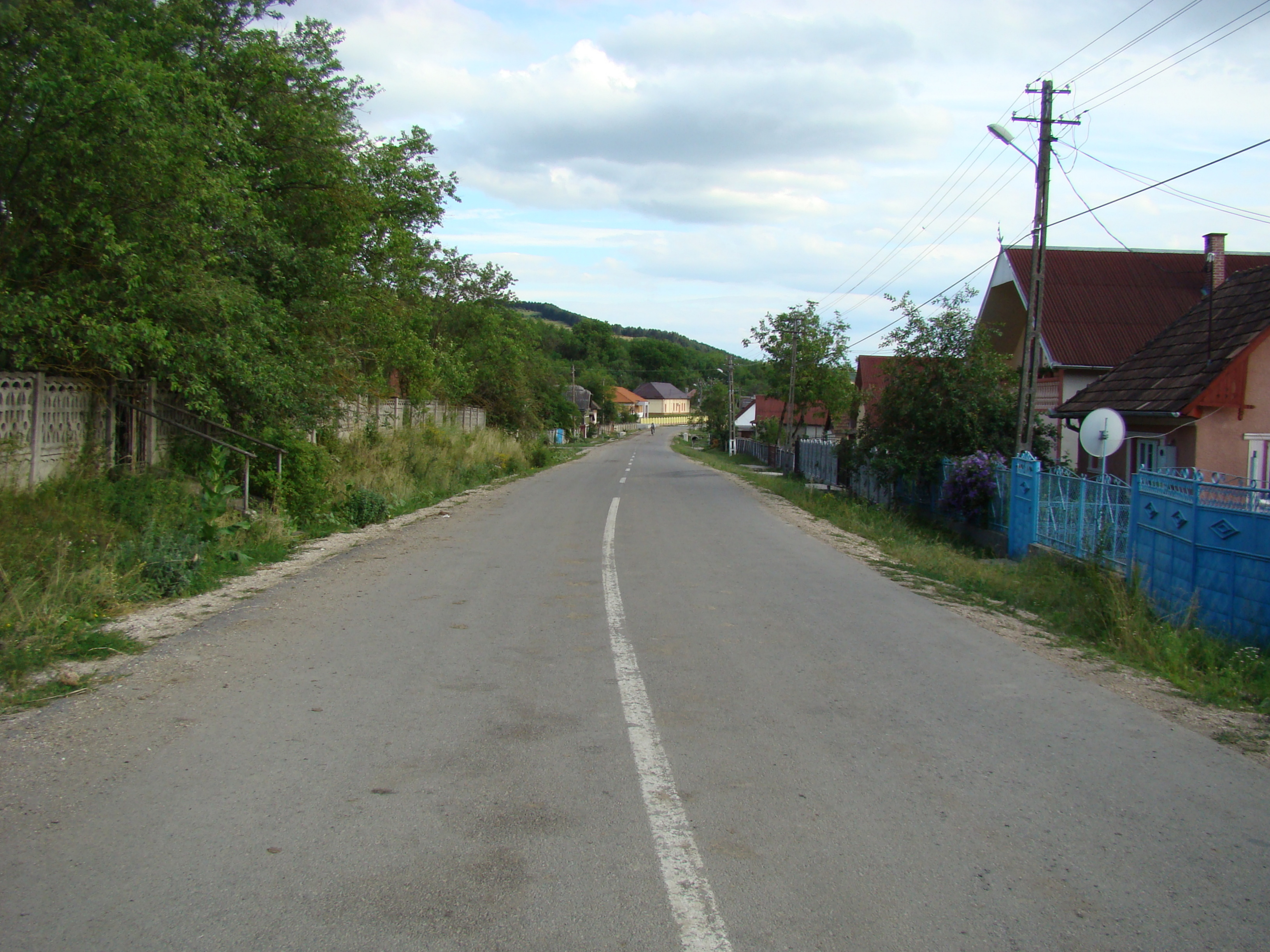
Ghirolt
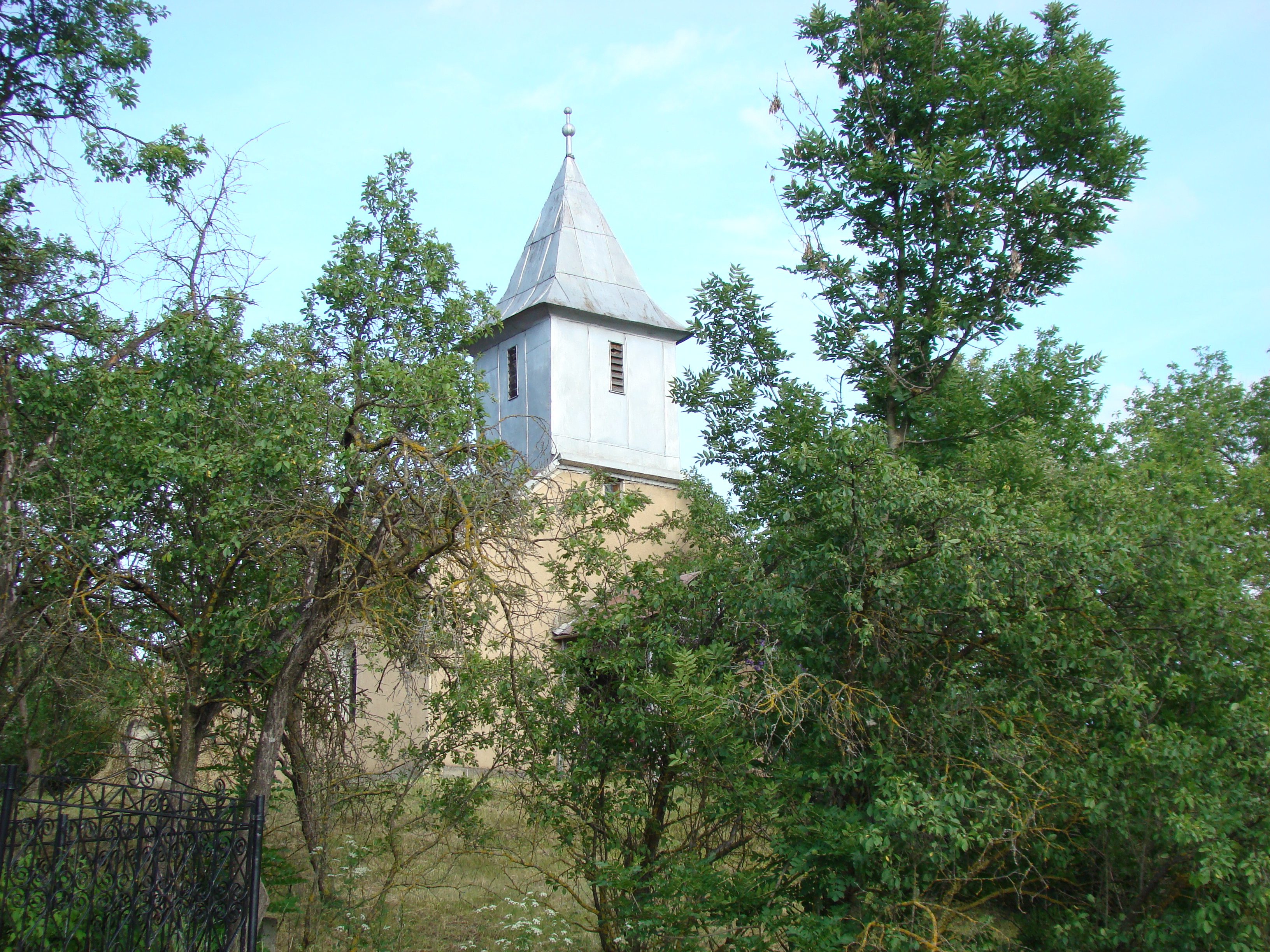
Biserica reformată din Ghirolt
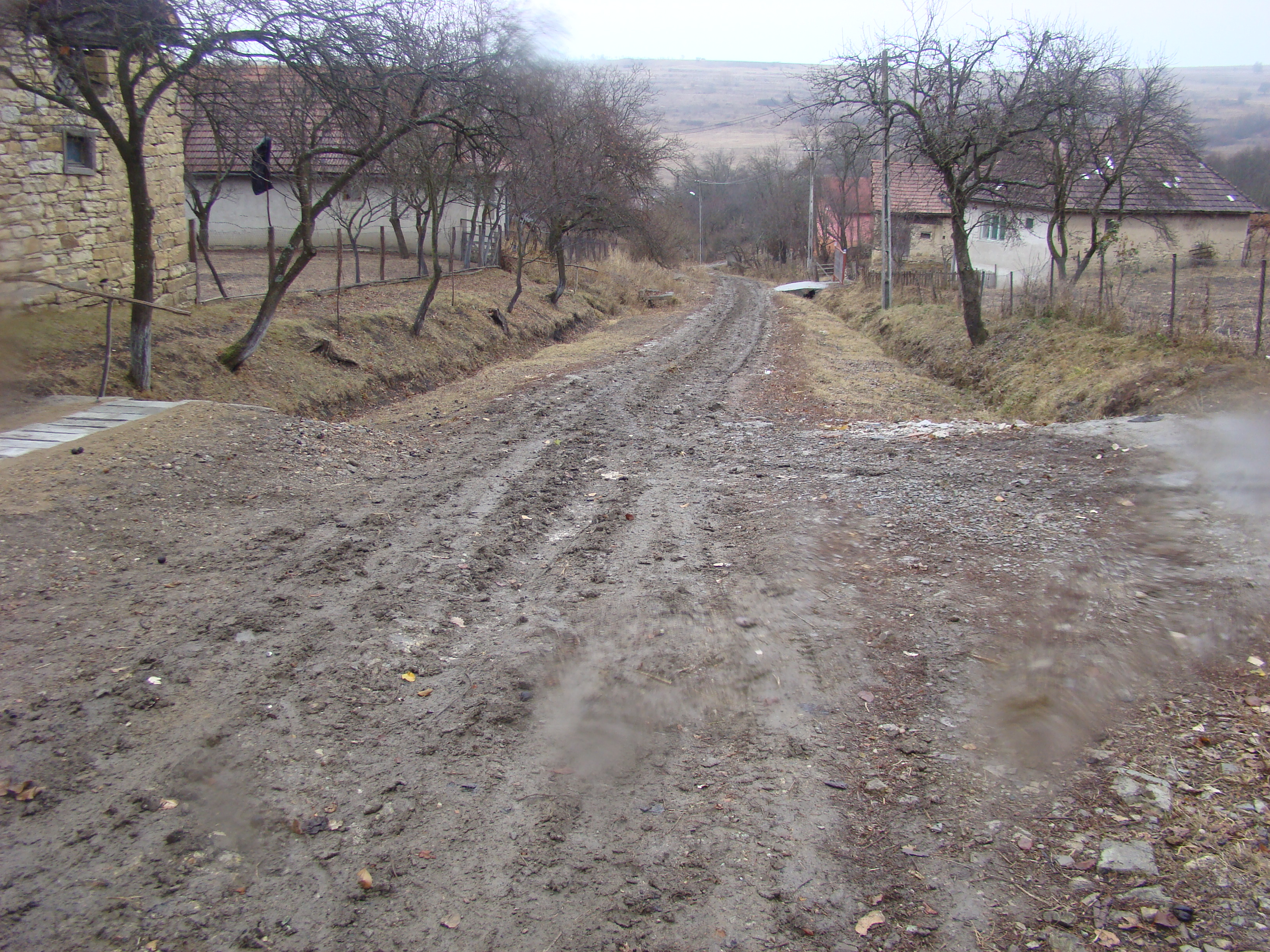
Pruneni
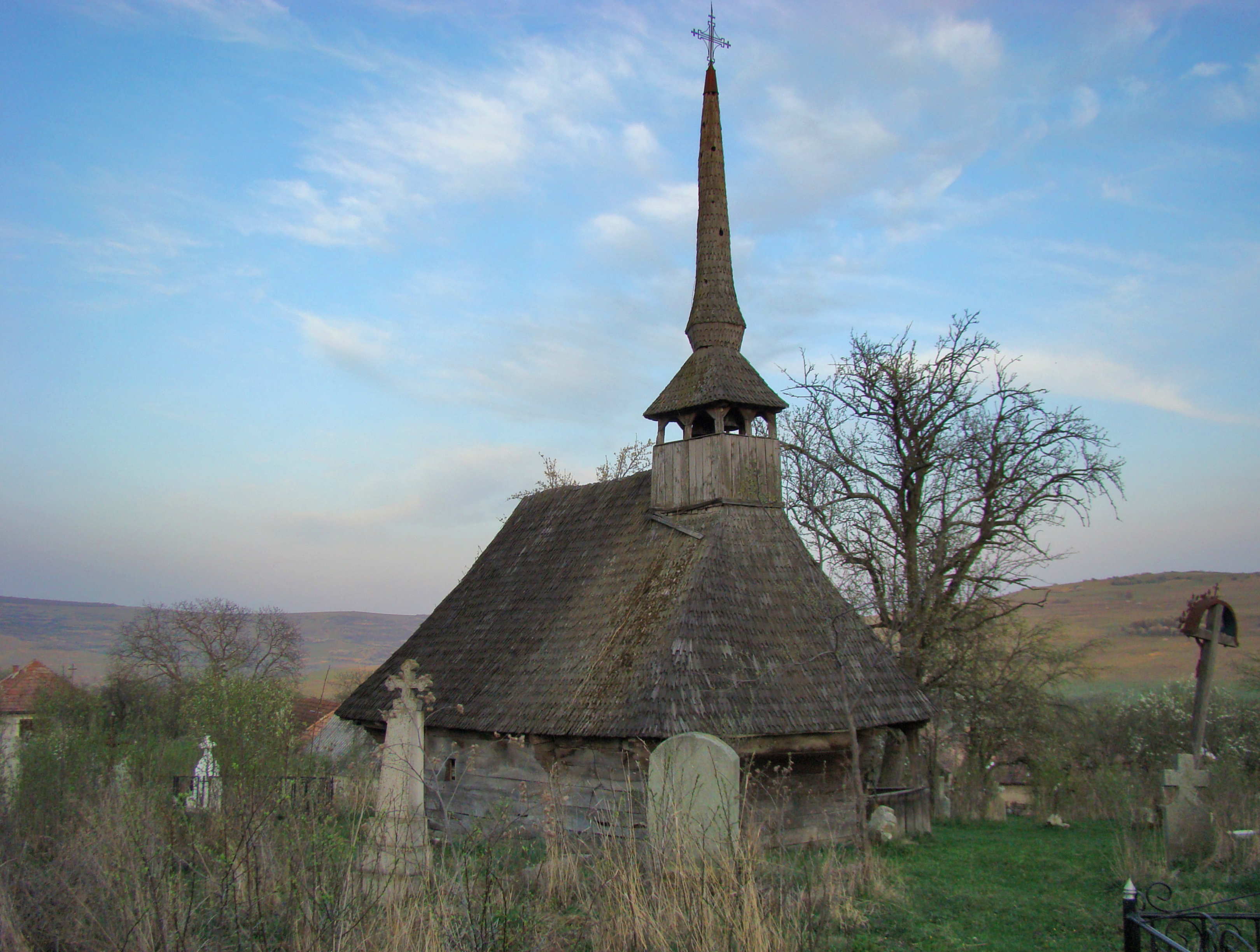
Biserica de lemn din Pruneni (monument istoric)
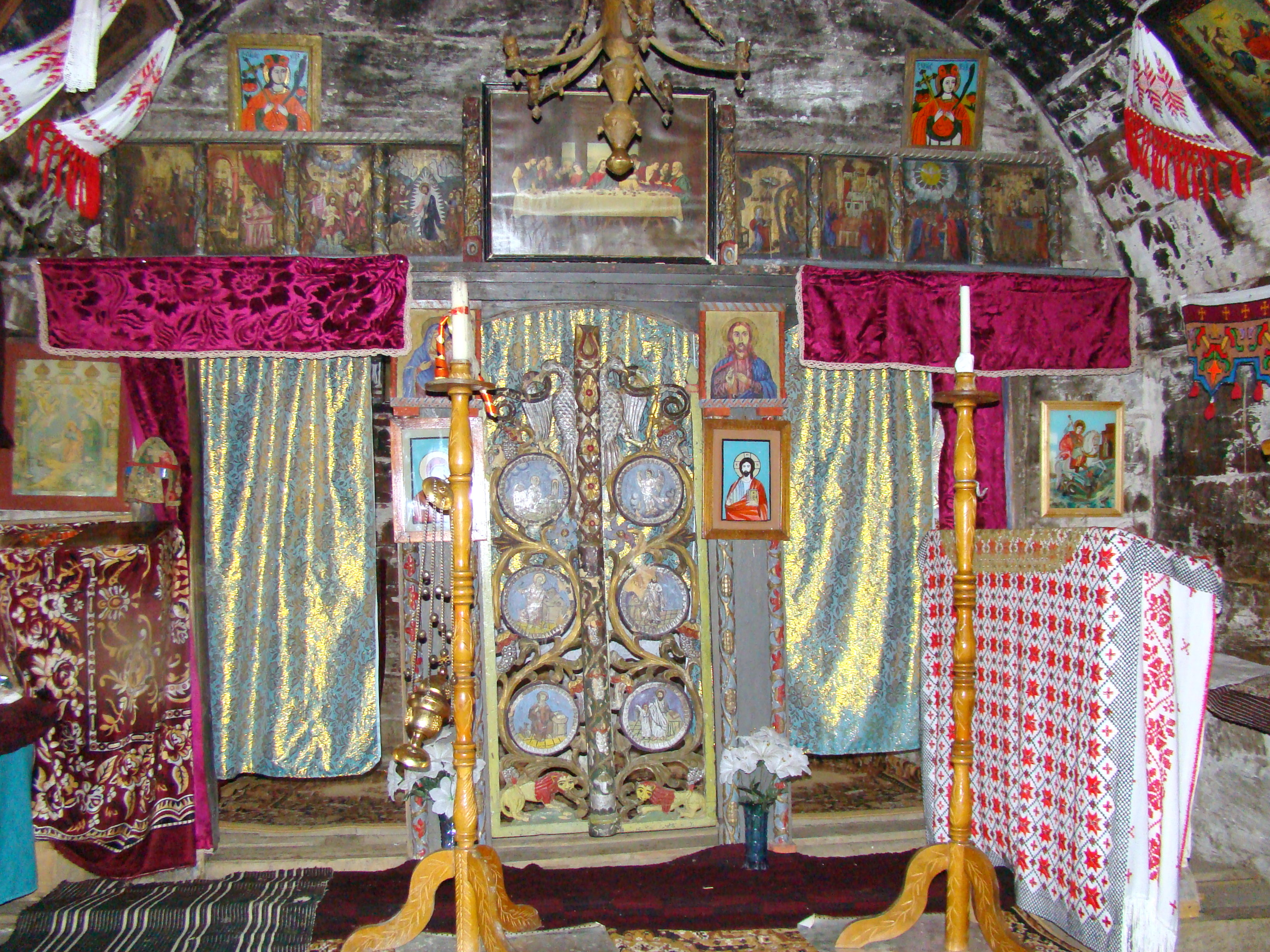
Biserica de lemn din Pruneni (monument istoric)
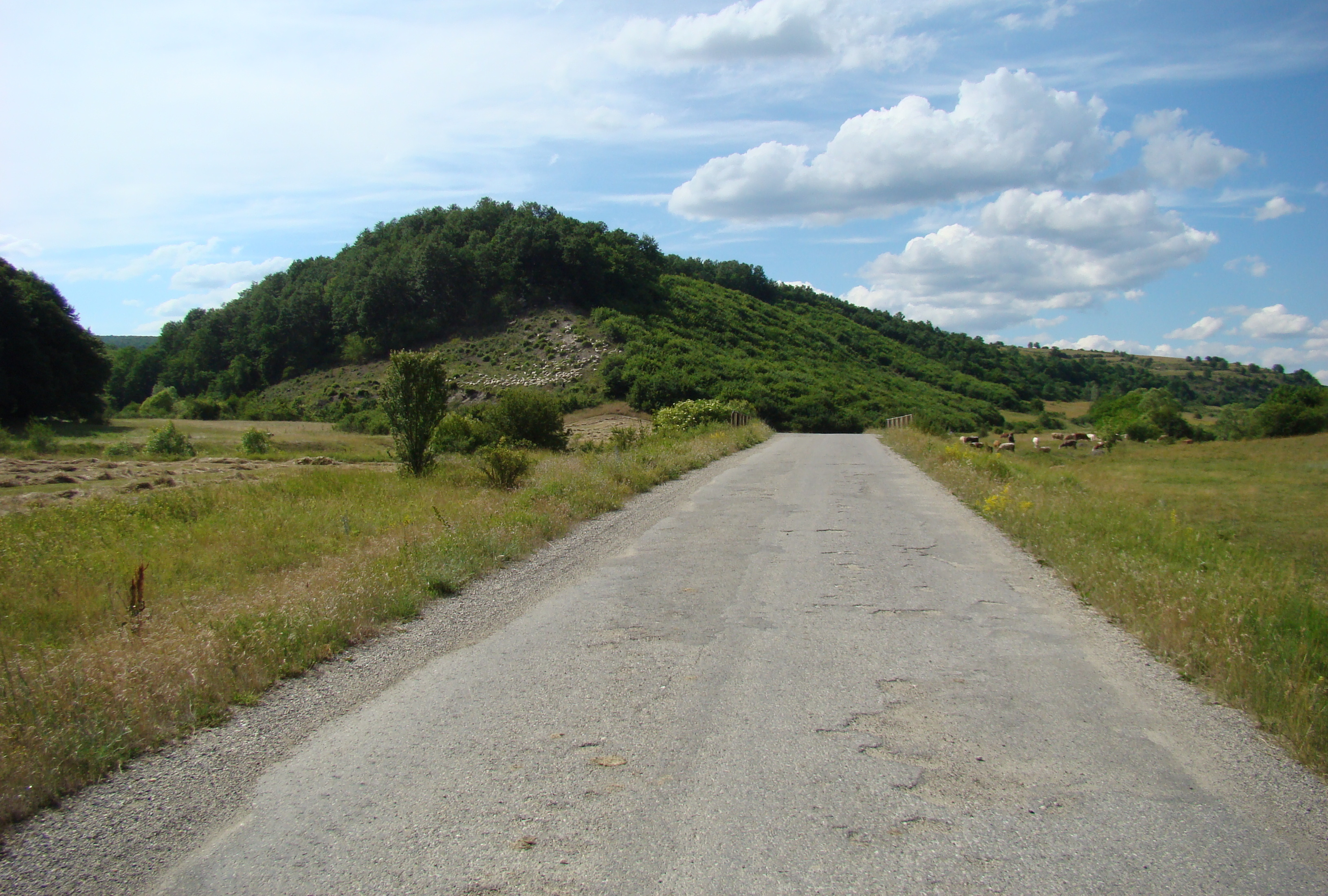
Drumul Aluniș-Corneni
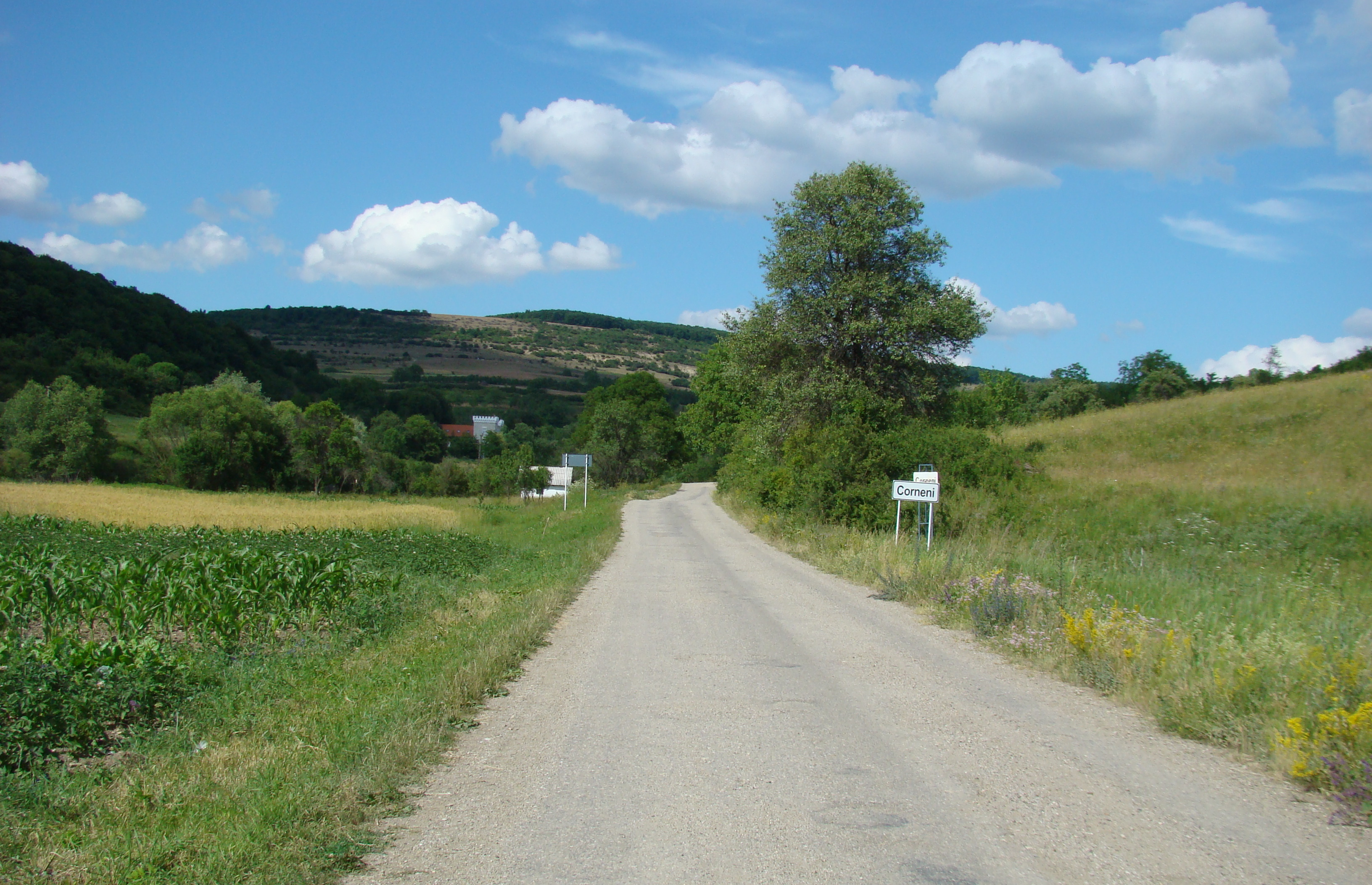
Corneni
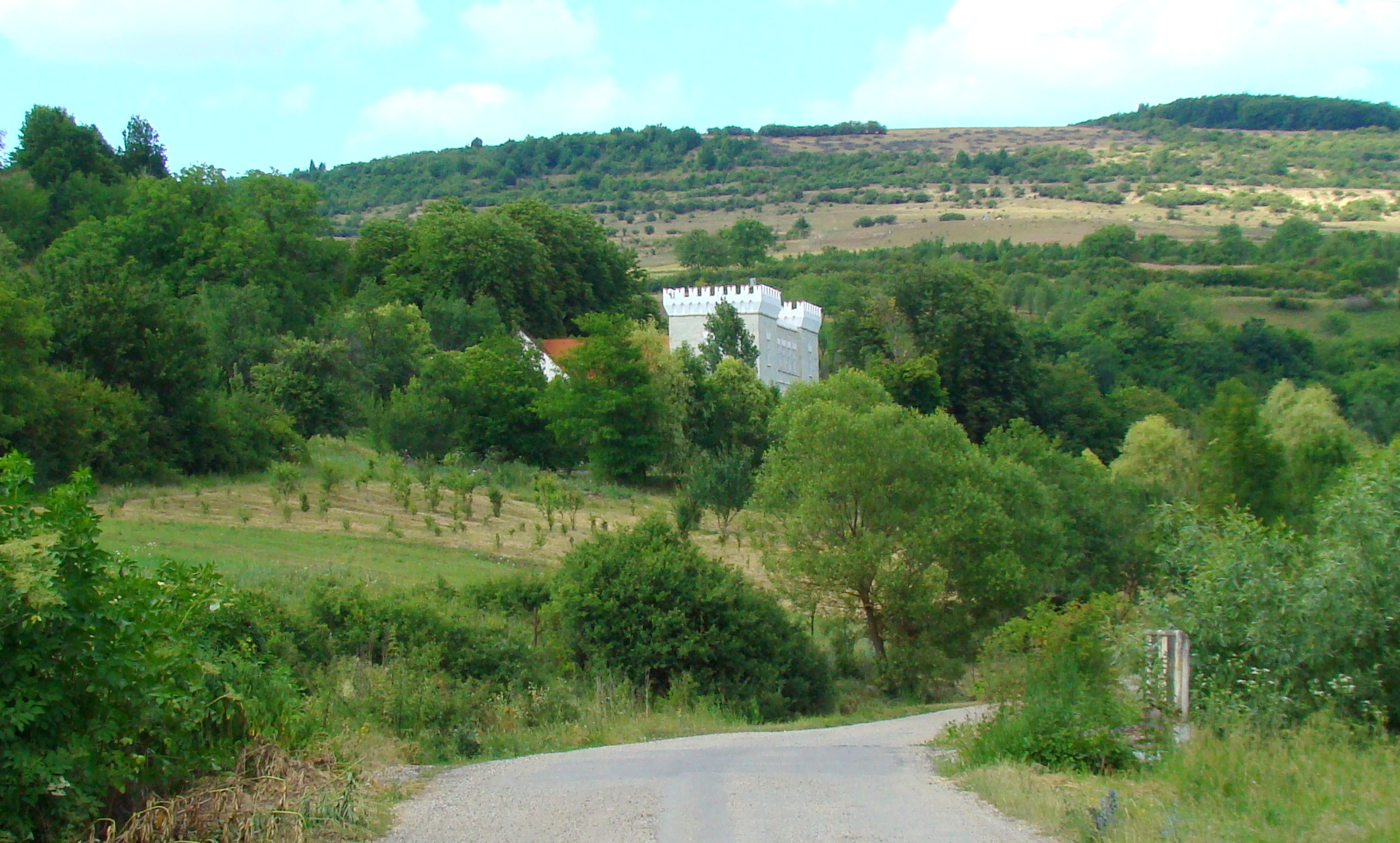
Corneni
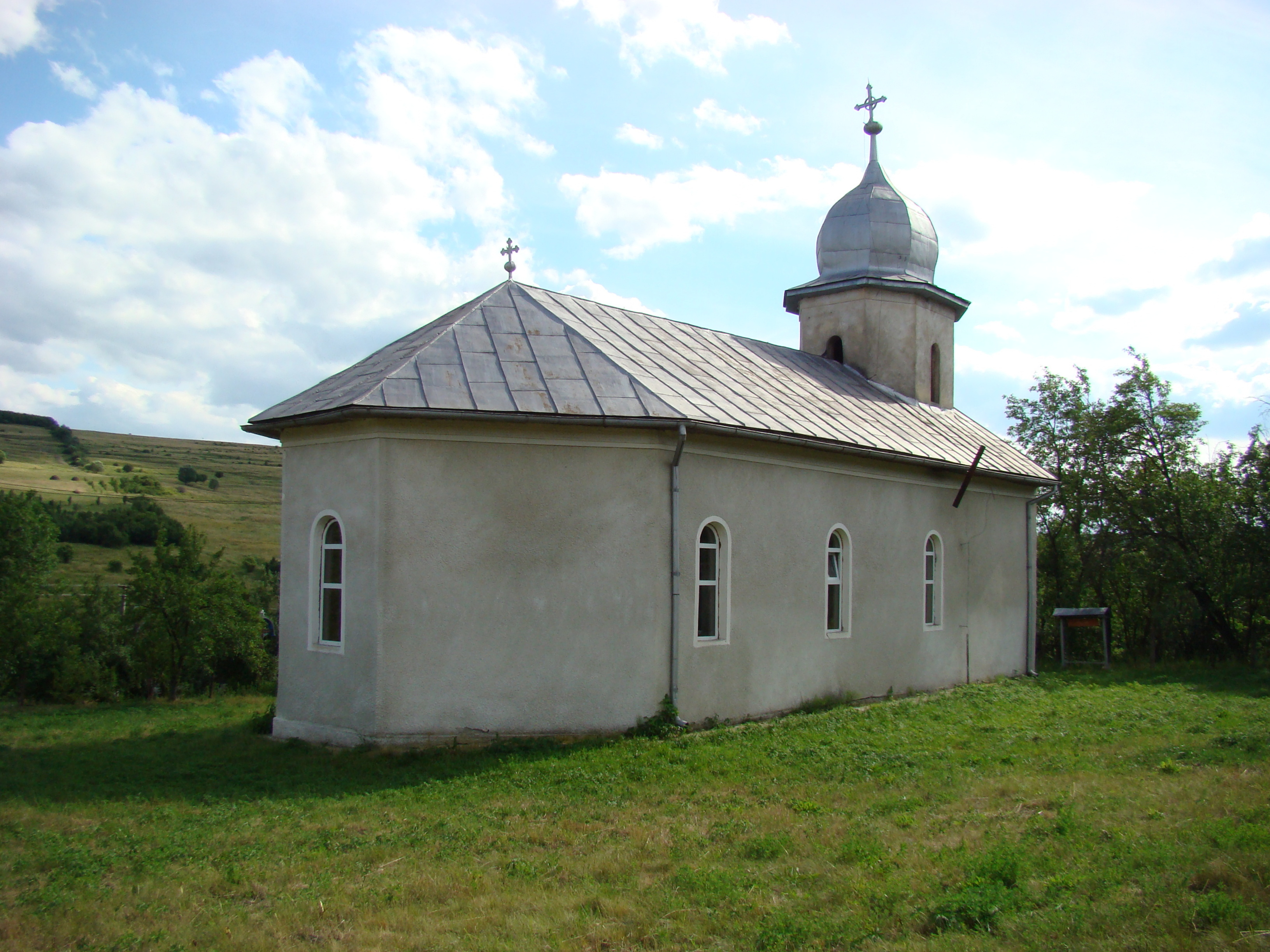
Biserica ortodoxă din Corneni
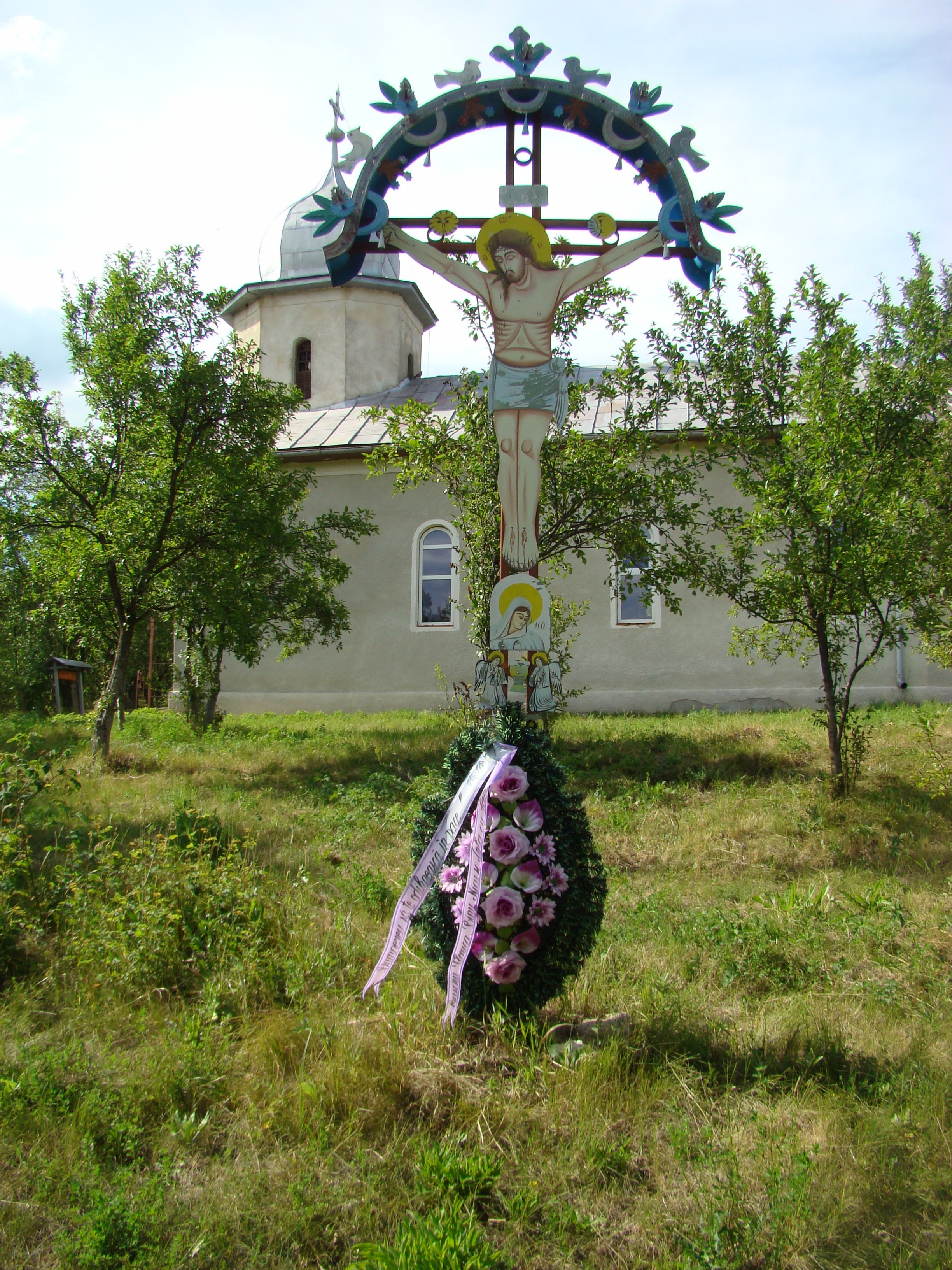
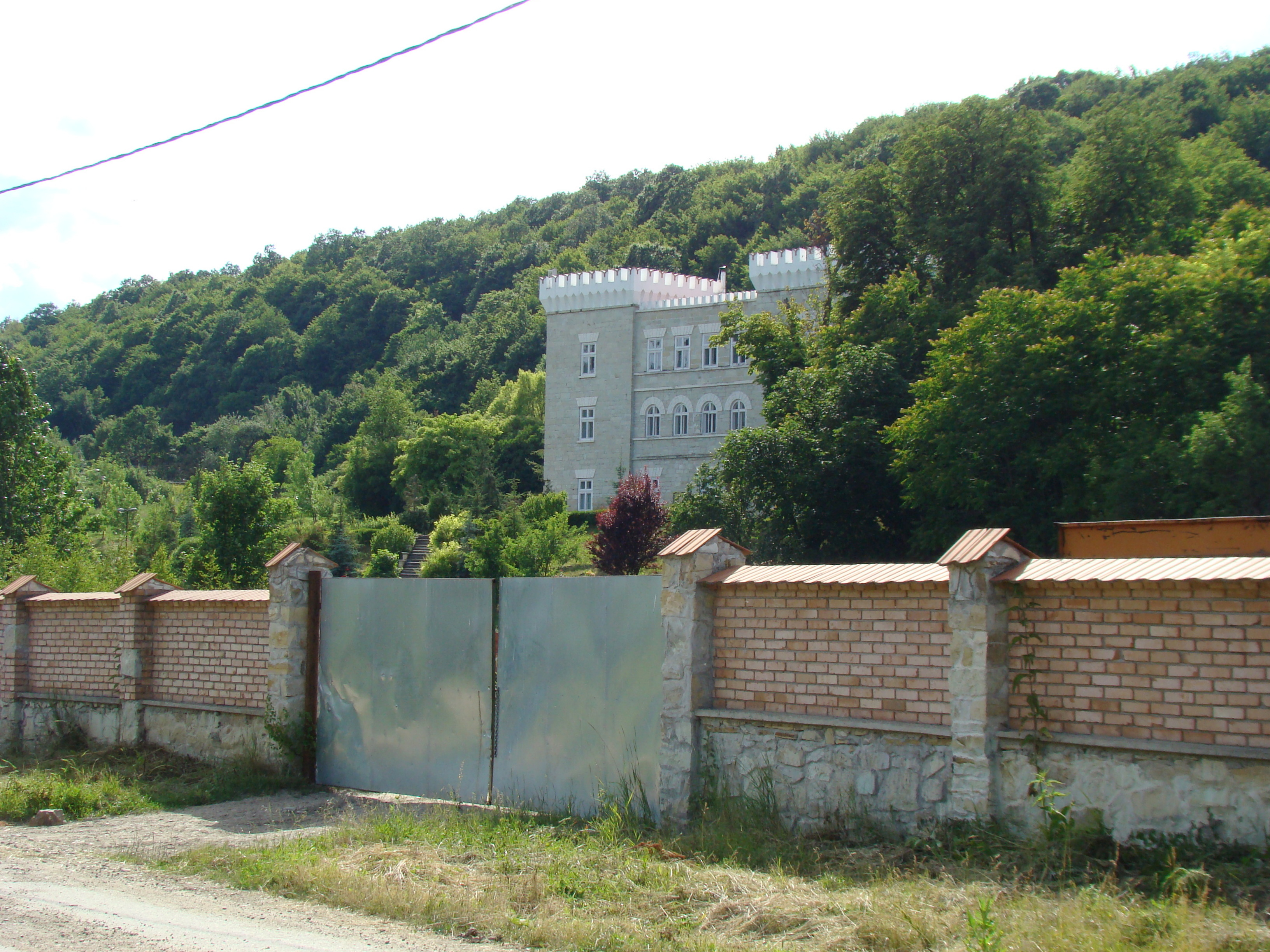
Conacul Schirling de la Corneni (monument istoric)
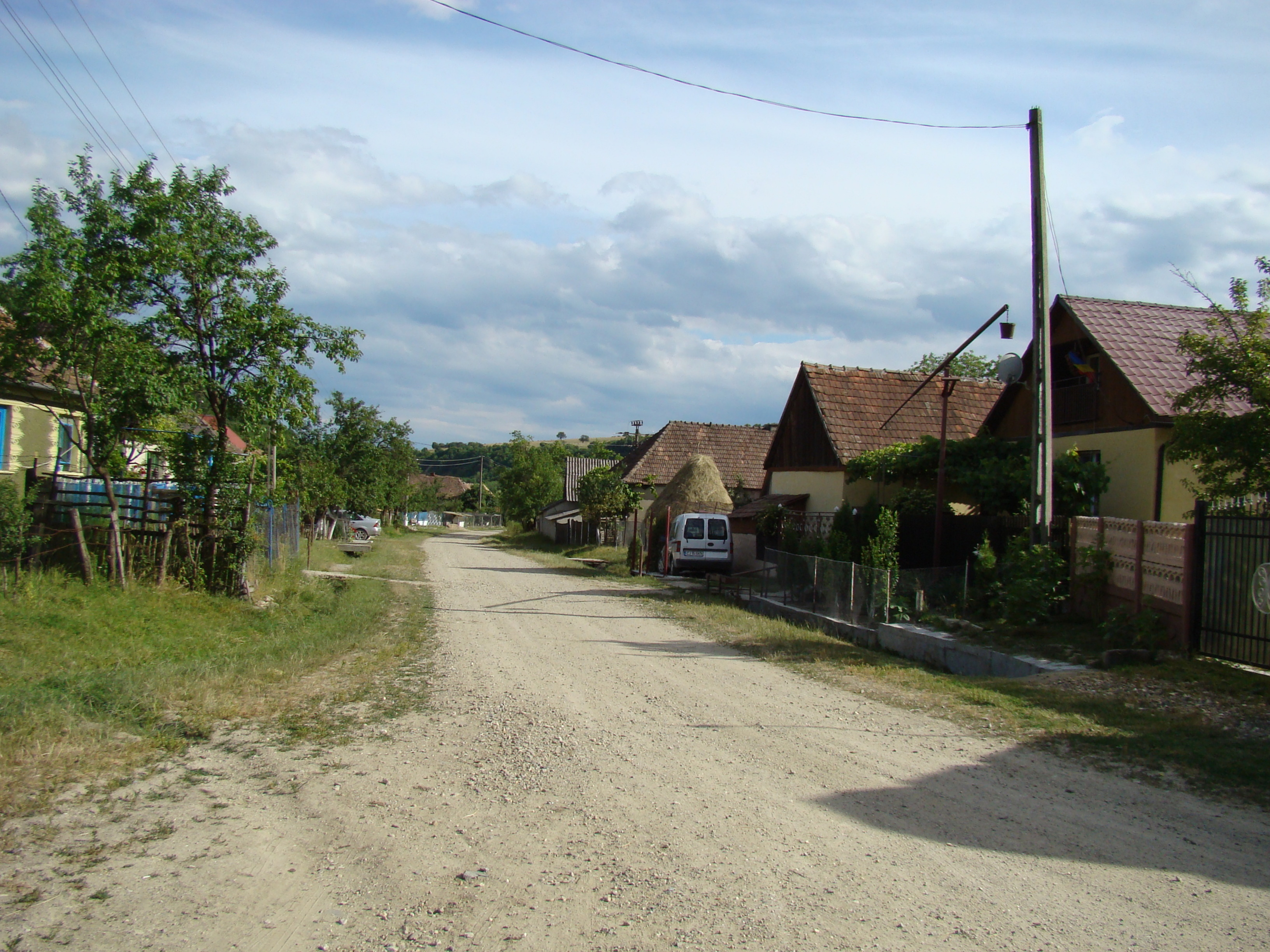
Satul Vale
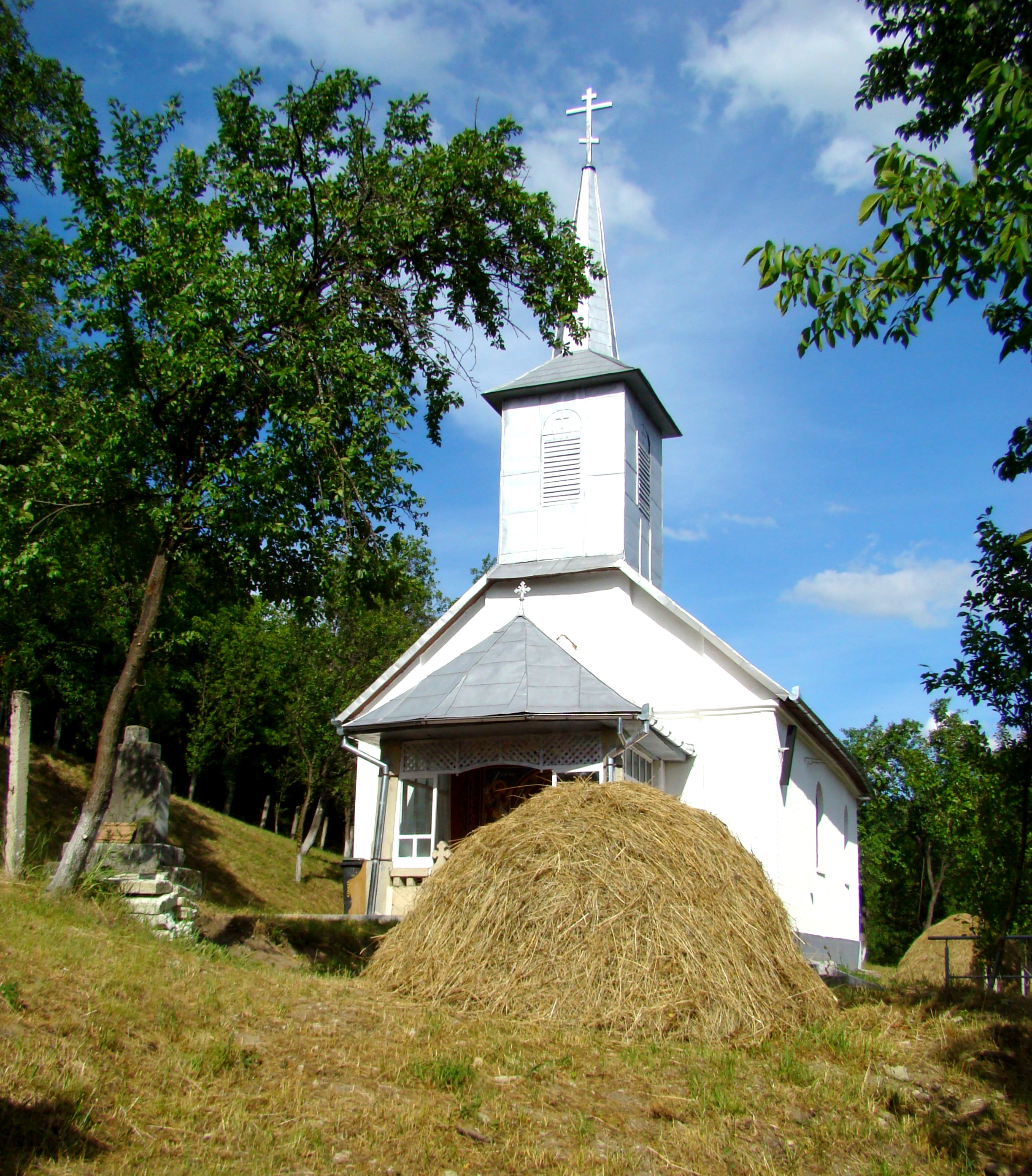
Biserica de lemn din Vale